# 青木新門
青木 新門（あおき しんもん、1937年4月11日 - 2022年8月6日）は、日本の作家、詩人、納棺夫（オークス専務のち顧問）。富山県下新川郡入善町出身。日本文藝家協会会員。

## 経歴
1937年4月11日、富山県に生まれる。少年時代は旧満州で過ごす。
早稲田大学中退後、富山駅前で飲食店（スカラベ）を経営するかたわら文学を志す。吉村昭の推挙で『文学者』に短編小説『柿の炎』が載るものの、経営する店が倒産する。
1973年、冠婚葬祭会社（現オークス／当時の社長は奥野博）に入社（専務取締役を経て、2012年現在は非常勤顧問）、納棺専従社員（納棺夫）となる。
1993年、葬式の現場の体験を『納棺夫日記』として地元出版社の桂書房から出版しベストセラーとなる。
1996年、本木雅弘が『納棺夫日記』を読んで感銘を受け、青木の自宅や会社を訪問し、一旦は本木を主演とすることを条件に映画化を許可するものの、映画の脚本の結末が小説と異なることと富山をロケ地にしないことを理由に、映画の原作とすることを拒否する。映画『おくりびと』は、青木の意向により『納棺夫日記』を原作として製作していない（詳細は、おくりびと#概要を参照）。
亡くなるまでは、主に著述と講演活動をしていた。
2022年8月6日、肺癌のため死去。

## 納棺夫としての葛藤
今日、職業としては一般に、男女とも納棺師と呼ばれる場合が多い。
差別
死にたずさわる仕事に就いたため、叔父から差別的発言を受け、また「親族の恥」とも罵られて、親族と疎遠になる。妻からも納棺夫の仕事を辞めるように懇願される。納棺夫の職を辞めようと考えるようになる。
葛藤
かつての恋人の父親を湯灌したことを契機に、納棺夫の仕事を続けようと思い直すものの、世間から白い眼で見られること、小学校に入学する娘が差別されるのではと悩み、納棺夫の職を辞めようと再び考える。
転機
かつて「親族の恥」と罵った叔父が、末期ガンで入院する。嫌々ながら見舞いに訪れると「ありがとう」と今際の際に言い残し亡くなる。叔父に対する憎しみが消え、己に対する恥ずかしさを感ずる。

## 著作リスト
- 小説『柿の炎』
- 『納棺夫日記』 － 版により内容が異なる
  - 『納棺夫日記』桂書房、1993年） －『柿の炎』・『少年と林檎』（原題『手、白い手』）を収録
  - 『納棺夫日記 増補改訂版』文藝春秋、1996年） － 後日談「『納棺夫日記』を著して」を収録
  - 『定本納棺夫日記』桂書房、2006年） － 『納棺夫日記』を加筆改訂。自薦詩、童話『つららの坊や』を収録。『手、白い手』、『柿の炎』を再収録
  - Coffinman : The Journal of a Buddhist Mortician （Buddhist Education Center、2004年） － 『納棺夫日記』の英訳
- 随筆集『木漏れ日の風景』（北日本新聞社、1995年）
- 『詩集 雪道』（桂書房、2001年）
- 『転生回廊 ‐聖地カイラス巡礼』（北日本新聞社、2004年）
- 絵本『童話 つららの坊や』（桂書房、2007年）
- 『いのちのバトンタッチ』（真宗大谷派宗務所出版部、2007年） - 東本願寺で2007年4月におこなった講演を、真宗大谷派の依頼により、加筆・出版されたもの
- 『それからの納棺夫日記』（法藏館、2014年）

### 記事
- CiNii>青木新門

## 出演

### TV
- こころの時代「作家・青木新門 生死を生きる」（2014年7月13日、NHK Eテレ）[2]